# Cartoon Heroes
«Cartoon Heroes» es el noveno sencillo del grupo de eurodance y rock danés Aqua. Es el primer sencillo de su segundo álbum, Aquarius. La canción fue su primer lanzamiento en cualquier lugar por más de 14 meses, debido al tiempo dedicado a recorrer el mundo, el descanso y la grabación del nuevo álbum. Aunque es considerado como su mejor sencillo de siempre por algunos, no pudo seguir el éxito de las primeras canciones como Barbie Girl, llegando a la posición #7 en el Reino Unido y alcanzar posiciones similares en otros países.
La canción fue más orquestal y de himnos que sus versiones anteriores, mostrando que el grupo había madurado en su sonido desde el álbum Aquarium grabado en 1997. El vídeo también fue altamente valorado, ganando una considerable difusión en muchos canales que normalmente no tocan su música.

## Vídeo musical
El videoclip está dividido en dos, la primera parte no se muestra generalmente, ya que el grupo y la canción aún no empiezan, sino más bien se explica la segunda parte. La segunda parte muestra a los miembros del grupo y la canción.

### Primera parte
Una familia de cuatro miembros (padre, madre, hijo e hija) se sientan en su sofá y comienzan a ver la televisión, aterrorizados ven como un pulpo gigante destruye grandes monumentos del mundo (la Estatua de la Libertad, la Torre Eiffel, la Casa de la Ópera de Sídney, entre otros). Abrazados y con temor, la madre observa un ojo gigante por la ventana, ella grita y luego sale huyendo con sus hijos, luego el grito de ella lleva ondas fuera de la Tierra.

### Segunda parte
Las ondas del grito de la madre llegan a una nave en donde había cuatro héroes (miembros de Aqua), el grito activa la televisión que estaba viendo la familia, esto produce que un reloj suene y los héroes se despierten (empieza la canción). Después de arreglarse se dirigen a la Tierra, bajo el agua de Nueva York en donde destruyen al monstruo y luego vuelven al espacio.

## Lista de canciones
Sencillo en CD
1. «Cartoon Heroes» (versión radio) – 3:38
2. «Cartoon Heroes» (Sleaze Sisters Anthem Mix) – 7:53
3. «Cartoon Heroes» (Metro's That's All Folks Radio Edit) – 4:08

Maxisencillo (remezclas)
1. «Cartoon Heroes» (Metro's That's All Folks Remix) – 6:22
2. «Cartoon Heroes» (Love to Infinity Classic Mix) – 6:28
3. «Cartoon Heroes» (Hampenberg Remix) – 5:41
4. «Cartoon Heroes» (Junior's Playground Mix) – 7:53
5. «Cartoon Heroes» (E-Lite Extended Remix) – 9:09
6. «Cartoon Heroes» (TNT Mix) – 7:29

## Posicionamiento en listas y certificaciones
| Lista (2000)                       | Mejor posición |
| ---------------------------------- | -------------- |
| Alemania (Media Control AG))       | 13             |
| Australia (ARIA)                   | 16             |
| Austria (Ö3 Austria Top 40)        | 6              |
| Bélgica (Flandes) (Ultratop 50)    | 5              |
| Bélgica (Valonia) (Ultratop 50)    | 7              |
| Canadá (Canadian Singles Chart)    | 2              |
| Dinamarca (Danish Singles Chart)   | 1              |
| España (Top 100 Canciones)         | 1              |
| Finlandia (OFC)                    | 9              |
| Francia (SNEP)                     | 40             |
| Irlanda (IRMA)                     | 10             |
| Italia (FIMI)                      | 1              |
| Noruega (VG-lista)                 | 1              |
| Nueva Zelanda (Recorded Music NZ)  | 5              |
| Países Bajos (Mega Single Top 100) | 35             |
| Reino Unido (UK Singles Chart)     | 7              |
| Suecia (Sverigetopplistan)         | 2              |
| Suiza (Schweizer Hitparade)        | 11             |

| País          | Organismo certificador | Certificación | Ref.   |
| ------------- | ---------------------- | ------------- | ------ |
| Australia     | ARIA                   | Oro           | [ 20 ] |
| Dinamarca     | IFPI Dinamarca         | 4× Platino    | [ 21 ] |
| Nueva Zelanda | RIANZ                  | Oro           | [ 22 ] |
| Noruega       | IFPI Noruega           | Oro           | [ 23 ] |
| Suecia        | GLF                    | Platino       | [ 24 ] |

### Sucesión en listas
| Anterior: «Move Your Body» de Eiffel 65             | Danish Singles Chart — Sencillo Nro 1 5 de febrero de 2000 — 10 de marzo de 2000 | Siguiente: «The Whistle Song» de DJ Aligator Project |
| Anterior: «Where I'm Headed» de Lene Marlin         | Hit Parade Singles — Sencillo Nro 1 3 de febrero de 2000 — 9 de febrero de 2000  | Siguiente: «Go Let It Out» de Oasis                  |
| Anterior: «What a Girl Wants» de Christina Aguilera | Top 20 Canciones — Sencillo Nro 1 19 de febrero de 2000 — 25 de febrero de 2000  | Siguiente: «Go Let It Out» de Oasis                  |
| Anterior: «Back in My Life» de Alice DeeJay         | VG-lista — Sencillo Nro 1 6ª semana de 2000 — 8ª semana de 2000                  | Siguiente: «Freestyler» de Bomfunk MC's              |